# Vanessa Atler
Vanessa Marie Atler (Santa Clarita, 17 de febrero de 1982) fue una gimnasta estadounidense, campeona de suelo y salto en los Goodwill Games 1998 y la primera gimnasta estadounidense que completó un ejercicio Rudi en salto. A pesar de las expectativas para con ella con vista a los Juegos Olímpicos del 2000, durante su carrera tuvo problemas psicológicos y físicos que no le permitieron entrar en el equipo olímpico.
Miembro del equipo nacional de gimnasia de los EE. UU. desde los 12 años, Atler fue una de las gimnastas junior más exitosas de los Estados Unidos a finales de 1990. Conocida por sus explosivos saltos, habilidades para dificultosas rutinas en piso y personalidad agradable, ella ganó medallas en varios campeonatos importantes y fue considerada como una de los principales candidatas para los Juegos Olímpicos del 2000. Sin embargo, las lesiones, los conflictos con sus entrenadores, cambios de gimnasio, crisis nerviosas y síntomas de bulimia la llevaron a aminorar su progreso entre 1999 y 2000, y después de una pobre actuación en las pruebas olímpicas de 2000 (Olympics trials) fue dejada fuera del equipo olímpico a pesar de lograr de un sexto lugar en la general.

## Inicios de su carrera
Atler nació el 17 de febrero de 1982 en Valencia, un barrio de Santa Clarita (California) y comenzó la gimnasia a la edad de 5 años. Ella tiene un hermano que jugaba béisbol, su madre era instructora de tenis y una de sus primos había sido mariscal de campo para los  Minnesota Vikings. A sus 12 años, ya estaba compitiendo en el nivel de elite.
Como un gimnasta de élite junior, Atler tuvo una fructífera carrera. En 1995, ella ganó la atención mediante la colocación en tercer lugar en el all-around, detrás la gimnasta olímpica Kerri Strug and Heather Brink, en el Festival Olímpico de los EE.UU y de ganar la medalla de plata en el all-around en el Campeonato Nacional de EE. UU. de ese año.
Atler hizo su debut en una competición internacional en 1995, ganando el ejercicio de piso en el prestigioso Concurso Internacional Júnior de Gimnasia en Japón. Ella continuó disfrutando el éxito en 1996, cuando se ganó el segundo lugar del All-Around y ganar en ejercicio de piso Campeón Nacional de EE. UU. y fue invitado a participar en un encuentro de exhibición televisiva con miembros de las Magnificent Seven y otros olímpicos internacionales.
Como su fecha de nacimiento era en febrero de 1982, Atler alcanzaró el límite de edad para la competencia de mayores, que le habría dado la oportunidad de competir por un lugar en el equipo olímpico de 1996, tan sólo seis semanas. En 1997, se encontró nuevamente excluida de la competición internacional de alto nivel, ya que la Federación Internacional de Gimnasia elevó el límite de edad de quince a dieciséis años.
No obstante, Atler compitió en 1997, la participación en ambos eventos junior y senior se reúne que no estaban obligados por las nuevas restricciones de la edad de la FIG. Ella colocó segundo en el 1997 la Copa de América, donde sin embargo se las arregló para ganar títulos de eventos en barra de equilibrio, salto y piso con Kristy Powell para ganar el mayor título versátil en los Campeonatos Nacionales de Estados Unidos. En el mismo concurso, ella se convirtió en el campeón nacional de salto. Ella también ganó la Copa de Canberra de 1997 en Australia, un encuentro importante para los gimnastas internacionales júnior.
En 1997, sin embargo, Atler comenzó a experimentar problemas en las barras asimétricas . En el segundo día de los Nacionales de los Estados Unidos, una caída del aparato le impidió ganar el título absoluto. Esto marcó el comienzo de una serie de competiciones en las que sufrió errores inusuales y errores en las barras. En su diario, ella se refirió una vez a las barras como "el diablo que pone a prueba mi voluntad y mi paciencia, incluso mi amor por el deporte". En los próximos años, las barras se convertiría en un bloqueo mental para el joven atleta que otra vez no pudo armar una rutina sin errores en el calor de la competencia.

## Carrera profesional
En 1998, tuvo la edad elegible para las competiciones de alto nivel. El año empezó con un mal comienzo, ya que otra caída de las barras le costó el título all-around en la Copa América. Durante la fase final del evento de la misma competición, sin embargo, Atler logró ganar el título en salto y con su rutina de barras, ganó un bronce.
En los 1998 Juegos de Buena Voluntad , Atler fue elegida para competir en los ejercicios de suelo y salto , sus dos aparatos más fuertes. Ella ganó ambos eventos, derrotando, en el proceso, una lista de los medallistas olímpicos y mundiales. Tuvo una gran actuación similar en el 1998 Copa Gimnástica en la Ciudad de México en el otoño, donde tuvo una buena competencia en los cuatro eventos, incluyendo barras-, el tercer lugar en el all-around detrás Viktoria Karpenko y Simona Amânar y derrotó a Amanar al ganar el oro en salto una vez más (que ya lo había hecho para ganar el oro en los Juegos de la bóveda de Buena Voluntad). Un desastroso 8.225 en las barras durante la primera noche de los campeonatos nacionales costó Atler la oportunidad de defender su título. Se las arregló para terminar la reunión con el all-around de plata, así como el oro en suelo y plata en salto.
En 1999, sin embargo, Atler tenía luchas importantes. A principios de año, en la Copa de América, se convirtió en la primera mujer estadounidense en completar con éxito un salto Rudi en la competencia, y ganó la medalla de oro en el evento, así como en la viga y en piso. Sin embargo, una vez más se cayó de las barras durante los dos días de competencia y se coloca tercera en la general. Poco después, en el encuentro de París-Bercy en Francia, obtuvo el segundo lugar en el all-around y ganó otra medalla de oro en salto, pero quedó gravemente herida en el tobillo durante el ejercicio de piso final, cuando ella aterrizó fuera d cálculo, en un espacio sin alfombras de seguridad de protección, después de su primer salto. Atler se recuperó a tiempo para competir en las Nacionales de 1999, donde ganó los títulos de los eventos en salto y la barra de equilibrio. Sin embargo, en el all-around, una vez más cayó de las barras y terminó segunda detrás de Kristen Maloney.
A raíz de los Nacionales de los Estados Unidos, Atler dejó a sus entrenadores de toda la vida en la gimnasia de Charter Oak club, Steve y Beth Rybacki. Fue entrenada por Artur Akopyan mientras se preparaba para competir en los World teams trials y los campeonatos del mundo. Ella estaba, sin embargo, demasiada herida para competir en los US World Team Trialsl, y fue solicitada en el equipo de la fuerza de todos sus puntos en los nacionales junto a Kristen Maloney y Jennie Thompson que también sufrían de lesiones. Al competir en los Campeonatos del Mundo de 1999 en Tianjin, China, Atler estaba fuera de forma y no estaba preparada para el encuentro. El estrés resultó ser demasiado grande y, después de dos caídas, solo anotó un 8.025 en viga. Ella calificó para la final all-around y de piso y era reemplazar Kristen Maloney (que ya se había negado a competir debido a su lesión) en la final de la viga, sino que, luchando contra su lesión, llegó al puesto 31 en el all-around y se retiró de los dos al final del evento. Después de los campeonatos del mundo, Atler tuvo dos cirugías en el tobillo.
In late 1999, Atler moved to Texas to train with 1988 Olympic champion Valeri Liukin at the World Olympic Gymnastics Academy (WOGA).  Still struggling with her bars performances, she performed respectably at the 2000 U.S. Nationals and finished fourth in the all-around. A silver on vault and a bronze on floor were of mere consolation. However, at the Olympic Trials a few weeks later, Atler experienced what many considered a meltdown. She was unable to hit even one clean routine over the two days of competition, and botched moves that she usually performed well, changing her second vault in mid-air during both days, modifying her second tumbling pass on floor during the first day and falling on her back on her balance beam dismount during the first day. As a result, the Olympic Selection Committee opted to leave her completely off the U.S. Olympic Team. However, even with major mistakes in each routine, Atler managed to place sixth at trials, causing some to argue that she had earned a spot on the team and to question the fairness of the selection process. Six athletes were named to the team as well as two alternates.

## After 2000
Atler participated in the T.J. Maxx post-Olympics exhibition tour. In 2001, she trained briefly at Rohnert Park Gymnastics, but announced her retirement in April. In 2005, she appeared on the television show Starting Over, where she discussed some of the self-esteem and confidence issues that had arisen from her struggles in gymnastics.

## Currently
Atler now works as the girls team director at American Kids Sports Center in Bakersfield, California and had a son in January 2014.

## Skills
Vault: Laidout Rudi (first female ever to compete this); Double Twisting Yurchenko; Laidout Cuervo; Handspring Laidout Front.
Floor: Double Layout + Punch Front + Stag Jump in combination; Whip Double Pike; Whip Half + Front Layout Double Full in combination; Double Front Tuck; Two and a Half Twist + Front Layout in combination.
Her floor music were: Phil's Piano Solo by Terry Snyder in 1995 and 1996; Jack's Conga by Micheal Kamen in 1997 and 1998; La Cumparsita by Gerardo Matos Rodríguez in 1998 and 1999; and Les Deux Guitares by Paul Mauriat in 2000.
Balance Beam: Punch Front + Jump mount sequence; Layout to two feet; Switch Leap + Gainered Layout in combination; Piked Front + Jump in combination; Tucked Barani; Tucked Double Dismount.
Uneven Bars: Giant One and a Half; Tkatchev; Comaneci Salto; Pak Salto; Full Twisting Double Layout Dismount.

## Appearances in other media
Atler was a stunt double for the Lifetime Television film Little Girls in Pretty Boxes in 1997. She also appeared in commercials for Reese's Peanut Butter Cups in 1999 and for the U.S Olympic Committee in 2000, in the Starting Over tv series in 2005 as well as in various made-for-tv gymnastics exhibitions such as the Reese's Cup in 1999 and 2000, the Rock'n'Roll Championships in 1997 and 1998 and "USA vs The World" in 1996.